# Raggio Montanari
Raggio Montanari (Reggio nell'Emilia, 25 maggio 1912 – Milano, 2 maggio 1987) è stato un calciatore italiano, di ruolo centrocampista.

## Carriera
Raggio Montanari esordì giovanissimo in Divisione Nazionale, la massima serie dell'epoca, il 13 gennaio 1929, nella partita Reggiana-Lazio 1-1. Al termine del campionato totalizzò otto presenze e due reti, retrocedendo tuttavia con la sua squadra, nella neonata Serie B.
Nel campionato cadetto 1929-1930 disputò venti presenze e realozzò due gol, ma fu condannato ad una nuova retrocessione. La squadra emiliana, infatti, chiudendo al terzultimo posto in campionato fu condannata alla Prima Divisione 1930-1931, il terzo livello del campionato italiano di calcio.
A partire dal 1935 veste la maglia del Livorno. Il suo esordio con la casacca dei Labronici è avvenuto in Serie B 1935-1936, dove durante la stagione riuscì a realizzare 20 reti, divenendo il miglior marcatore della squadra, e ottenne il terzo posto in campionato mancando la promozione di un solo punto, alle spalle di Novara e Lucchese. L'anno seguente vinse con la squadra toscana, allenata da Mario Magnozzi, il campionato di Serie B e festeggiò il ritorno in massima serie dove aiutò i livornesi ad ottenere la salvezza, giocando 15 partite senza reti.
Le tre stagioni seguenti militò nelle file del Modena, le prime due in Serie A e l'ultima in Serie B.

## Palmarès

### Club

#### Competizioni nazionali
- Serie B: 1

Livorno: 1936-1937
- Prima Divisione: 1

Foggia: 1932-1933